# Ultimate frisbee nos Jogos Mundiais de 2013
A disputa do Ultimate frisbee nos Jogos Mundiais de Cali-2013, a quarta edição do evento em Jogos Mundiais, aconteceu nos dias 28, 29 e 30 de Julho de 2013.

## Partidas

### 1o Dia
| 28 De Julho de 2013 | Japan | 13–12 | Colombia |  |
| 8:30                |       |       |          |  |

| 28 De Julho de 2013 | Canada | 13–9 | Reino Unido |  |
| 10:00               |        |      |             |  |

| 28 De Julho de 2013 | Estados Unidos | 13–8 | Australia |  |
| 11:30               |                |      |           |  |

| 28 De Julho de 2013 | Colombia | 13–10 | Reino Unido |  |
| 16:10               |          |       |             |  |

| 28 De Julho de 2013 | Japan | 10–13 | Australia |  |
| 17:30               |       |       |           |  |

| 28 De Julho de 2013 | Estados Unidos | 13–8 | Canada |  |
| 19:10               |                |      |        |  |

### 2o Dia
| 29 De Julho de 2013 | Reino Unido | 11–13 | Japan |  |
| 8:30                |             |       |       |  |

| 29 De Julho de 2013 | Colombia | 7–13 | Estados Unidos |  |
| 10:00               |          |      |                |  |

| 29 De Julho de 2013 | Australia | 13–10 | Canada |  |
| 11:30               |           |       |        |  |

| 29 De Julho de 2013 | Japan | 9–12 | Estados Unidos |  |
| 16:10               |       |      |                |  |

| 29 De Julho de 2013 | Canada | 10–13 | Colombia |  |
| 17:30               |        |       |          |  |

| 29 De Julho de 2013 | Australia | 13–9 | Reino Unido |  |
| 19:10               |           |      |             |  |

### 3o Dia
| 30 De Julho de 2013 | Canada | 13–10 | Japan |  |
| 8:30                |        |       |       |  |

| 30 De Julho de 2013 | Australia | 11–13 | Colombia |  |
| 10:00               |           |       |          |  |

| 30 De Julho de 2013 | Reino Unido | 9–13 | Estados Unidos |  |
| 11:30               |             |      |                |  |

#### Finais
| País 1    | Placar   | País 2         |
| 3o Lugar  | 3o Lugar | 3o Lugar       |
| --------- | -------- | -------------- |
| Canadá    | 12-11    | Colômbia       |
| Final     |          |                |
| Austrália | 6-13     | Estados Unidos |

## Tabela final
| Ultimate Frisbee (Todosa contra todos) | Partidas | Vitórias | Derrotas | Tentos a Favor | Tentos Contra | Saldo | Pontuação |
| -------------------------------------- | -------- | -------- | -------- | -------------- | ------------- | ----- | --------- |
| Estados Unidos                         |          | 5        | 0        | 64             | 41            | +23   | 5         |
| Austrália                              |          | 4        | 1        | 60             | 53            | +7    | 4         |
| Colômbia                               |          | 2        | 3        | 56             | 59            | −3    | 2         |
| Canadá                                 |          | 2        | 3        | 54             | 58            | −4    | 2         |
| Japão                                  |          | 2        | 3        | 55             | 61            | −6    | 2         |
| Reino Unido                            |          | 0        | 5        | 48             | 65            | −17   | 0         |

| Medalha | País           |
| ------- | -------------- |
|         | Estados Unidos |
|         | Austrália      |
|         | Canadá         |